# Doreen Massey
Doreen Barbara Massey FRSA FBA FACSS (Manchester, 3 de janeiro de 1944 — Kilburn, 11 de março de 2016) foi uma cientista social e geógrafa britânica. 
Massey se especializou em geografia marxista, geografia feminista e geografia cultural, entre outras vertentes geográficas. Ela foi professora de Geografia na Open University.

## Carreira
Massey nasceu em Manchester, Inglaterra, e passou a maior parte de sua infância em Wythenshawe, um projeto habitacional do governo. Ela estudou na Universidade de Oxford e mais tarde na Universidade da Pensilvânia, recebendo um mestrado em Ciências Regionais. 
Ela começou sua carreira em um thinktank: o Centro de Estudos Ambientais (CES), em Londres. O CES contou com vários analistas importantes da economia britânica contemporânea. Lá, Massey estabeleceu uma parceria de trabalho com Richard Meegan, entre outros. Quando a CES fechou durante o governo de Margaret Tatcher, Doreen tornou-se Professora de Geografia na Open University.
Massey aposentou-se em 2009, mas continuou sendo uma intelectual midiática popular. Como professora Emerita na Open University, ela regularmente oferecia palestras e mantinha-se envolvida em programas educacionais de TV e livros.
As principais áreas de estudo de Doreen Massey eram globalização, desenvolvimento desigual regional, cidades e a reconceptualização de lugar. Embora associada a uma análise da sociedade capitalista contemporânea ocidental, ela também conduziu pesquisas na Nicarágua, na África do Sul e na Venezuela. 
Seus trabalhos sobre espaço, lugar e poder são influentes dentro de uma série de disciplinas e campos de pesquisa. 

## Geografia econômica
Seus primeiros trabalhos no Centro de Estudos Ambientais estabeleceram a base para sua teoria das divisões espaciais do trabalho (geometria de poder), que estabelece que desigualdades sociais são geradas pela desigualdade da economia capitalista, criando divisões rígidas entre regiões ricas e pobres e entre classes sociais. "O espaço importa" para a pobreza, o bem-estar e a riqueza. 
Ao longo dos anos, essa teoria foi refinada e ampliada, mantendo a centralidade das relações espaciais e espaciais em sua explicação da sociedade contemporânea. 

## Sentido de lugar
Em sua defesa do lugar, a posição de Massey está em acordo com argumentos contrários a noções essencializadas ou estáticas, onde: 
- os lugares não têm identidades únicas, mas múltiplas.
- lugares não estão congelados no tempo, são processos.
- lugares não são recintos com interior e exterior claramente definidos.

Massey usou o exemplo do projeto habitacional em que cresceu, no noroeste de Londres, para exemplificar o que ela chamou de sentido  "progressivo" ou "global" de lugar, no ensaio "A Global Sense of Place" (Um Sentido Global de Lugar, não publicado no Brasil). Em uma entrevista para o podcast Social Science Space, Massey fala sobre a ideia do espaço físico ser vivo: "Muito do que eu tenho tentado fazer ao longo destes muitos anos, quando escrevo sobre o espaço, é trazer vivacidade ao espaço, para dinamizá-lo e torná-lo relevante, para enfatizar o quão importante é o espaço na vida em que vivemos. Muito obviamente eu diria que o espaço não é uma superfície plana em que andamos; Raymond Williams falou sobre isso: você toma um trem e atravessa a paisagem - você não viaja através da superfície plana e vazia que é o espaço: você atravessa uma infinidade de histórias acontecendo. Então, ao invés do espaço ser uma superfície plana, ele é como uma almofada de alfinetes em que se espetam um milhão de histórias: se você parar em algum ponto dessa caminhada, haverá uma casa com uma história. Raymond Williams falou sobre olhar pela janela de um trem e ver uma mulher limpando um ralador, ele a ultrapassa e para sempre em sua mente ela está presa naquele momento. Mas na verdade, é claro, aquela mulher está no meio de alguma ação, é uma história. Talvez ela vá embora amanhã para ver sua irmã, mas, na verdade, antes de ir, ela realmente precisa limpar esse ralador porque está querendo fazer isso há séculos. Então eu quero ver o espaço como um corte através da miríade de histórias em que todos nós estamos vivendo a qualquer momento. Espaço e tempo se tornam intimamente conectados"

## Prêmios e honras
- 2014 - Prêmio Presidencial de Realização da Associação dos Geógrafos Americanos
- 2013 - Doutorado Honorário da Faculdade de Matemática e Ciências Naturais da Universidade de Zurique
- 2012 - Doutorado Honorário, Harokopio University, Atenas
- 2010 - Hon DSc (Economia), Universidade Queen Mary de Londres
- 2009 - Doutorado Honorário em Letras da Universidade de Glasgow
- 2006 - DLitt Honorário, Universidade Nacional da Irlanda
- 2006 - Doutorado Honorário em Ciências pela Universidade de Edimburgo
- 2003 - Medalha Centenária da Sociedade Geográfica Escocesa Real
- 2003 - Medalha de Ouro Anders Retzius, concedida pela Sociedade Sueca de Antropólogos e Geógrafos
- 2002 - Fellow, British Academy
- 2001 - Membro Honorário do St. Hugh's College, Universidade de Oxford
- 2000 - Fellow, Royal Society of Arts
- 1999 - Bolsista da Academia de Ciências Sociais
- 1998 - Prix Vautrin Lud ('Nobel de Géographie')
- 1994 - Medalha Victoria da Royal Geographical Society

♯ Doreen Massey recusou o prêmio de Ordem do Império Britânico (OBE) 

## Livros publicados no Brasil
- Massey, D. B. (2008), Pelo espaço : uma nova política da espacialidade. Rio de Janeiro : Bertrand Brasil (ISBN 9788528613070)

## Outras obras
- Cordey-Hayes, M., & D. B. Massey (1970), An operational urban development model of Cheshire.  London: Centre for Environmental Studies.
- Massey, D. B. (1971), The basic: service categorisation in planning  London: Centre for Environmental Studies.
- Massey, D. B. (1974), Towards a critique of industrial location theory  London: Centre for Environmental Studies.
- Massey, D. B., & P. W. J. Batey (eds)(1977), "Alternative Frameworks for analysis", London: Pion (ISBN 085086061X).
- Massey, D. B., & A. Catalano (1978), Capital and land: Landownership by capital in Great Britain.  London: Edward Arnold (ISBN 0713161086 and 0713161094 pbk).
- Massey, D. B., & R. A. Meegan (1979), The geography of industrial reorganisation: The spatial effects of the restructuring of the electrical engineering sector under the industrial reorganisation corporation.  Oxford and New York: Pergamon Press.
- Massey, D. B., & R. A. Meegan (1982), The anatomy of job loss: The how, why, and where of employment decline.  London and New York: Methuen.
- Massey, D. B. (1984), Spatial divisions of labour: Social structures and the geography of production.  New York: Methuen.
- Massey, D. B. (1987), Nicaragua.  Milton Keynes, England and Philadelphia: Open University Press.
- Massey, D. B. (1988), Global restructuring, local responses. Atwood lecture. Worcester, Mass.: Graduate School of Geography, Clark University.
- Ginwala, F., M. Mackintosh & D. B. Massey (1991), Gender and economic policy in a democratic South Africa.  Milton Keynes, UK: Development Policy and Practice, Technology Faculty, Open University.
- Massey, D. B. (1994), Space, place, and gender.  Minneapolis: University of Minnesota Press.
- Massey, D. B. (1995), Spatial divisions of labor: Social structures and the geography of production, 2nd edition.  New York: Routledge.
- Hall, S., Massey, D. B., & M. Rustin (1997), The next ten years.  London: Soundings.
- Allen, J., D. B. Massey, A. Cochrane (1998), Rethinking the region. New York: Routledge.
- Massey, D. B (2005), For Space, London: Sage (ISBN 1412903610 & ISBN 1412903629).
- Massey, D. B. (2007), World City, Cambridge: Polity Press.
- Massey, D. B. (2010), World City, with new Preface: "After the Crash", July 2010. Cambridge: Polity Press.

## Ligações externos
- Transcrição de rádio da Universidade Aberta e arquivo mp3
- David Featherstone, "obituário de Doreen Massey", The Guardian, 27 de março de 2016.